# Нітрогеновмісні органічні сполуки
Нітроге́новмíсні органі́чні сполýки — один з найважливіших типів органічних сполук. До їх складу входить азот. Вони містять у молекулі зв'язок вуглець—водень та вуглець—азот.
В нафті поміж інших дещо в більшій кількості міститься азотовмісний гетероцикл: піридин.
Азот входить до складу білків, нуклеїнових кислот, гему та деяких ліпідів.

## Класифікація
| Загальна формула            | Назва класу сполуки |
| --------------------------- | ------------------- |
| R-NH2, R-NH-R', R-N(-R')-R" | Аміни               |
| R-CONH2                     | Аміди               |
| R-CN                        | Нітрили             |
| NH2-CHR-COOH                | Амінокислоти        |
| R(C=O)(NH)R'                | Пептиди             |